# PESTLE
Uzasadnienie: Oba artykuły opisują dokładnie to samo pojęcie.
PESTLE – analiza ekonomiczna przedsiębiorców, wykonywana dla danego obszaru terytorialnego (np. państwa, województwa, miejscowości), w celu przygotowania się do wejścia na tamtejszy rynek. Wariant ten jest w szczególności popularny w Wielkiej Brytanii.

## Elementy składowe analizy PESTLE
- Polityczne       (ang. Political) – polityka i programy miejscowych władz definiujące funkcjonowanie biznesu (kwestie podatkowe, nastawienie do innowacji, inicjatywy rządowe z zakresu badań i rozwoju)
- Ekonomiczne      (ang. Economic) – sytuacja ekonomiczna miejscowych klientów, finansowe uwarunkowania działania biznesu (sytuacja gospodarcza kraju, cykle gospodarcze, wartość pieniądza, stopy procentowe, zewnętrzne źródła finansowania, inwestycje w badania i rozwój)
- Społeczne        (ang. Social) – uwarunkowania społeczne i kulturowe warunkujące zachowania klienta/konsumenta (demografia, styl życia, religia, nastawienie społeczeństwa do biotechnologii, GMO, zapłodnienia in vitro, dostępność ochotników do testowania nowych technologii i terapii)
- Technologiczne   (ang. Technological) – naukowe i technologiczne zaplecze dla prowadzenia działalności z zakresu badań i rozwoju (cykl produktów z dziedziny badań i rozwoju, tempo postępu technicznego, konkurencja technologiczna, dostęp do wiedzy, dojrzałość technologiczna)
- L (prawne)       (ang. Legal) – regulacje prawne dotyczące działalności z zakresu badań i rozwoju, prawo o ochronie własności intelektualnej, proces uzyskiwania patentów (wszystkie przepisy regulujące działanie branży badań i rozwoju, przepisy regulujące BHP, związki zawodowe, agencje rejestracyjne, prawo cywilne, zmienność prawa)
- E (środowiskowe) (ang. Environmental) – inicjatywy rządowe i samorządowe z zakresu ochrony środowiska, podpisane układy międzynarodowe (regulacja emisji CO
2), nastawienie klienta do ochrony środowiska